# Ябеке
Ябеке (на нидерландски: Jabbeke) е селище в Северозападна Белгия, окръг Брюге на провинция Западна Фландрия. Населението му е около 13 600 души (2006).